# Rob Portman

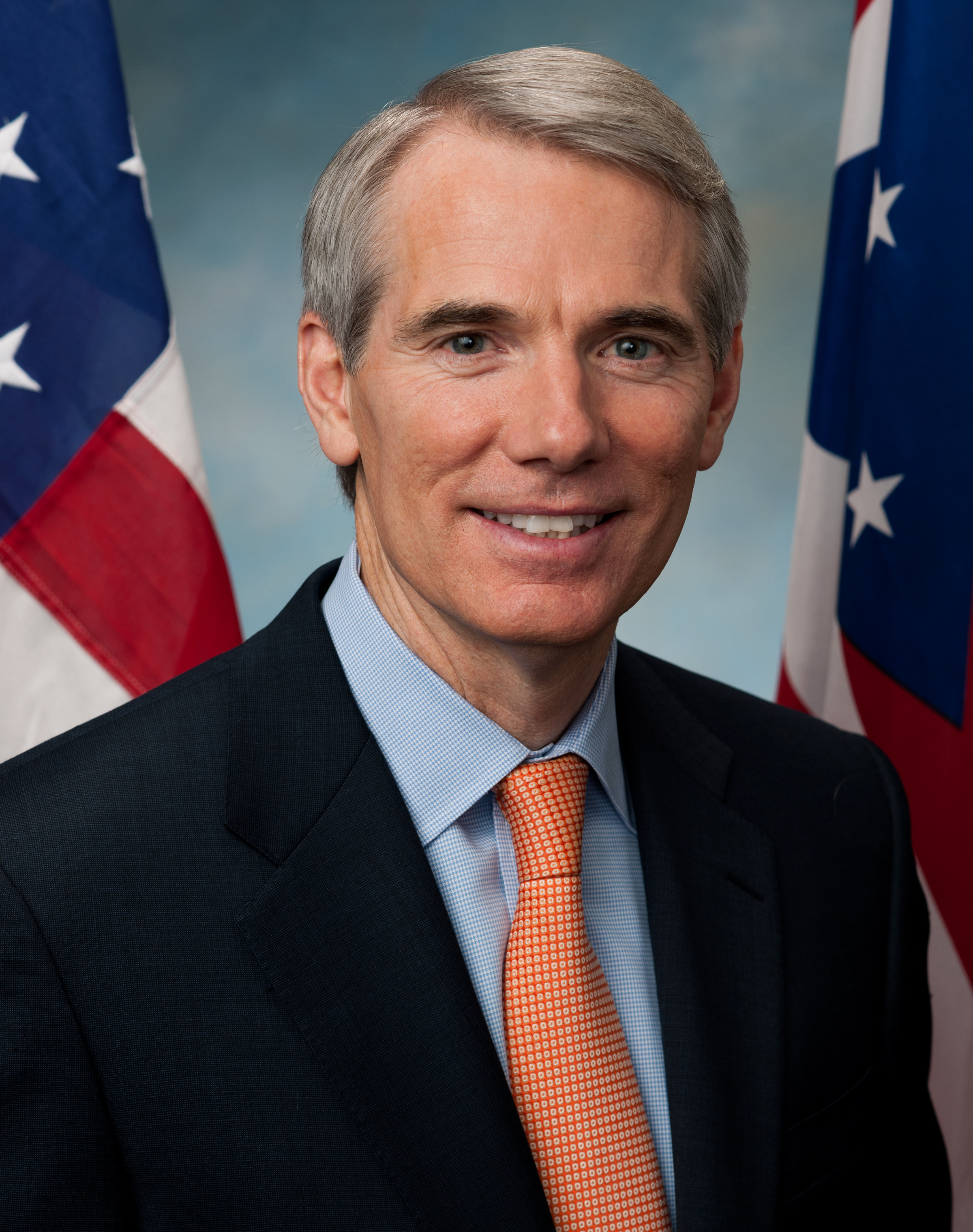
Rob Portman

Robert „Rob“ Jones Portman (* 19. Dezember 1955 in Cincinnati, Ohio) ist ein US-amerikanischer Politiker der Republikanischen Partei, der sowohl Abgeordneter im US-Repräsentantenhaus als auch Handelsvertreter der Vereinigten Staaten und Direktor des Office of Management and Budget war. Von Januar 2011 bis Januar 2023 war er Senator für Ohio im Senat der Vereinigten Staaten.

## Biografie
Nach dem Besuch der Cincinnati Country Day School studierte er Anthropologie am Dartmouth College und erwarb dort 1979 einen Bachelor of Arts (B.A. Anthropology). Ein Postgraduiertenstudium der Rechtswissenschaften an der University of Michigan beendete er 1984 mit einem Juris Doctor (J.D.). Bereits während seines Studiums war er Mitglied des ehrenamtlichen Beratergremiums der National Student Leadership Conference sowie Vorstandsmitglied von Jobs for America's Graduates. Zwischen 1984 und 1986 war er zunächst Rechtsanwalt in der Anwaltskanzlei Patton Boggs.
1989 trat er in den Regierungsdienst als Mitarbeiter im Weißen Haus. Dort fungierte er zunächst als beigeordneter Rechtsberater von US-Präsident George Bush und anschließend von 1989 bis 1991 als stellvertretender Assistent und dann Direktor des Büros für Rechtsangelegenheiten (Office of Legislative Affairs). 1993 wurde er als Kandidat der Republikaner bei einer Nachwahl zum Nachfolger des zurückgetretenen Bill Gradison im US-Repräsentantenhaus gewählt. Nach mehreren Wiederwahlen vertrat er dort vom 4. Mai 1993 bis zu seinem Rücktritt am 29. April 2005 den zweiten Kongresswahlbezirk Ohios.
Nach seinem Ausscheiden aus dem Kongress wurde er am 29. April 2005 von US-Präsident George W. Bush als Handelsvertreter der USA (Trade Representative) in dessen Kabinett berufen. Nach einer Regierungsumbildung wurde er am 29. Mai 2006 Direktor des Büros für Management und Budget ernannt und bekleidete diesen Kabinettsposten bis zum 3. August 2007. Anschließend wechselte er in die Privatwirtschaft.
Bei der Wahl für den 2. US-Senatssitz für Ohio im November 2010 war er Kandidat der Republikaner für die Nachfolge des nicht mehr kandidierenden republikanischen Amtsinhabers George Voinovich und gewann dabei gegen den demokratischen Vizegouverneur von Ohio, Lee Fisher. Da er im Jahr 2016 erneut in seinem Amt bestätigt wurde, wird er auch für die nächsten sechs Jahre seinen Staat im US-Senat vertreten. Bei der Wahl 2022 verzichtete er auf eine erneute Kandidatur und schied somit zum 3. Januar 2023 aus dem Senat aus. Nach dem Sturm auf das Kapitol stimmte er für einen Freispruch für Trump im zweiten Amtsenthebungsverfahren gegen Donald Trump, jedoch stimmte er für die Bildung eines Untersuchungsausschusses, der sich mit dieser Erstürmung aus einander setzen sollte und von den Republikanern wegen Trumps Ablehnung und seiner Big Lie abgelehnt wurde und schließlich mit einem Filibuster verhindert wurde. Er war der einzige Senator, der erst Trump freisprach, dann aber für diesen Ausschuss stimmte.